# Saint-Nazaire (Guyane)
Pour les articles homonymes, voir Saint-Nazaire (homonymie).
Saint-Nazaire est un village de la commune de Saint-Élie situé sur la crique du Tigre, en Guyane. En 1873, de l'or est découvert à Saint-Élie. Les mines se trouvaient en pleine forêt tropicale sans aucun lien fluvial avec le monde extérieur. En 1884, la construction d'une ligne ferroviaire vers la Gare Tigre près de Saint-Nazaire a commencé. La ligne ferroviaire nécessitait de fréquentes réparations et comptait plus de 100 ponts. En 1990, la ligne ferroviaire est abandonnée à la suite de l'ouverture d'une route.